# 叉龍占麗魚
叉龍占麗魚，為輻鰭魚綱鱸形目隆頭魚亞目慈鯛科的其中一種。

## 分布
本魚分布非洲馬拉威湖。

## 特徵
本魚身上覆蓋著模糊的深色斑點或紋理不輕的深色直條紋，胸鰭、腹鰭和尾鰭帶有粉紅色。雄魚的背鰭尖，臀鰭常常後伸至尾鰭，臀鰭上有紅色或黃色卵狀斑點。三角形的頭很大，口前位，眼睛上位。體長可達19.5公分。

## 生態
本魚棲息在湖泊具有沙底質淺水區，屬雜食性，以藻類及昆蟲幼蟲為食。

## 經濟利用
為觀賞魚類，性情溫和。